# مارسيل، القوقعة التي ترتدي حذاء
مارسيل، القوقعة التي ترتدي حذاء (بالإنجليزية: Marcel the Shell with Shoes On)‏ هو فيلم درامي كوميدي أمريكي لعام 2021، من إخراج دين فلايشر كامب، الذي شارك في كتابة السيناريو مع جيني سلايت ونيك بالي، عُرض الفيلم لأول مرة في مهرجان تيلورايد السينمائي في 3 سبتمبر 2021. وتم عرضه في ساوث باي ساوث ويست في مارس 2022.

## روابط خارجية
- مارسيل، القوقعة التي ترتدي حذاء على موقع IMDb (الإنجليزية)
- مارسيل، القوقعة التي ترتدي حذاء على موقع ميتاكريتيك (الإنجليزية)
- مارسيل، القوقعة التي ترتدي حذاء على موقع روتن توميتوز (الإنجليزية)
- مارسيل، القوقعة التي ترتدي حذاء على موقع ألو سيني (الفرنسية)
- مارسيل، القوقعة التي ترتدي حذاء على موقع أول موفي (الإنجليزية)
- مارسيل، القوقعة التي ترتدي حذاء على موقع فيلمافينيتي (الإسبانية)
- مارسيل، القوقعة التي ترتدي حذاء على موقع قاعدة بيانات الفيلم (الإنجليزية)
- مارسيل، القوقعة التي ترتدي حذاء على موقع ليتربوكسد (الإنجليزية)
- مارسيل، القوقعة التي ترتدي حذاء على موقع كينوبويسك (الروسية)